# Robert Bruce, signore di Liddesdale
Sir Robert Bruce, signore di Liddesdale (... – Dupplin Moor, 11 agosto 1332), è stato un nobile scozzese.

## Biografia
Figlio illegittimo di re Roberto I di Scozia, nonostante il suo status venne insignito del titolo di signore di Liddesdale dopo la caduta in disgrazia di William de Soules, destituito per aver complottato contro il re nel 1320.
Alla morte di Roberto I divenne uno dei nobili più influenti del regno di Scozia, rimanendo particolarmente vicino al fratellastro Davide II. Quando nel 1332 la Scozia venne invasa dal pretendente filo-inglese Edoardo Balliol, il signore di Liddesdale lo affrontò nella battaglia di Dupplin Moor. A causa dei violenti contrasti con l'altro comandante dell'esercito Donald di Mar, gli scozzesi non furono in grado di condurre a dovere lo scontro, e vennero gravemente sconfitti dall'armata nemica, costringendo Davide II alla fuga in Francia e permettendo a Balliol di autoincoronarsi re di Scozia.
Robert Bruce di Liddesdale morì assieme a Donald di Mar negli scontri. Pare che il suo corpo venisse recuperato dopo la battaglia per essere seppellito nell'abbazia di Holme Cultram, accanto al nonno Robert Bruce, VI signore di Annandale.